# باشگاه فوتبال کامیونیکیشنس
باشگاه فوتبال کامیونیکیشنس. که بیشتر با نام کامیونیکیشنس شناخته می‌شود، یک باشگاه فوتبال حرفه‌ای است که در گواتمالاسیتی واقع شده است. آنها در لیگ ناسیونال، بالاترین سطح فوتبال گواتمالا رقابت می‌کنند. آنها یکی از محبوب‌ترین و موفق‌ترین باشگاه‌های فوتبال در گواتمالا هستند و برنده ۳۲ قهرمانی ملی، از جمله داشتن ۶ قهرمانی متوالی هستند. این باشگاه همچنین ۲ قهرمانی جام اینترکلوب، ۱ قهرمانی جام قهرمانان کونکاکاف و ۱ قهرمانی لیگ کونکاکاف را بدست آورده است.

## افتخارات
- لیگا ناسیونال: ۳۲ قهرمانی
- جام حذفی گواتمالا: ۸ قهرمانی
- سوپر جام گواتمالا: ۱۰ قهرمانی
- جام قهرمانان کونکاکاف: ۱ قهرمانی، ۱ نایب قهرمانی
- لیگ کونکاکاف: ۱ قهرمانی
- جام اینترکلوب: ۲ قهرمانی، ۳ نایب قهرمانی
- جام برندگان جام کونکاکاف: ۱ نایب قهرمانی